# پایگاه هوایی موا
پایگاه هوایی موا (به انگلیسی: Moi Air Base) یک فرودگاه است که یک باند فرود آسفالت و بتن دارد. این فرودگاه در شهر نایروبی در کشور کنیا قرار دارد .